# Velika nagrada Koreje 2011
Velika nagrada Koreje 2011 je šestnajsta dirka Svetovnega prvenstva Formule 1 v sezoni 2011. Odvijala se je 16. oktobra 2011 na dirkališču Jeongam. Zmagal je Sebastian Vettel, Red Bull-Renault, drugo mesto je osvojil Lewis Hamilton, McLaren-Mercedes, tretji pa je bil Mark Webber, Red Bull-Renault.
Sebastian Vettel je v prvem krogu prehitel Lewisa Hamiltona, ki  je bil štartal z najboljšega štartnega položaja, in si privozil nekaj prednosti. V zadnjem delu dirke je Mark Webber napadal Hamiltona za drugo mesto, toda ni mu uspelo. Z zmago in tretjim mestom si je Red Bull že zagotovil drugi zaporedni konstruktorski naslov svetovnega prvaka. 

## Rezultati

### Kvalifikacije
| Poz | Št | Dirkač             | Konstruktor          | 1. del    | 2. del   | 3. del    | Št. m. |
| --- | -- | ------------------ | -------------------- | --------- | -------- | --------- | ------ |
| 1   | 3  | Lewis Hamilton     | McLaren-Mercedes     | 1:37,525  | 1:36,526 | 1:35,820  | 1      |
| 2   | 1  | Sebastian Vettel   | Red Bull-Renault     | 1:39,093  | 1:37,285 | 1:36,042  | 2      |
| 3   | 4  | Jenson Button      | McLaren-Mercedes     | 1:37,929  | 1:37,302 | 1:36,126  | 3      |
| 4   | 2  | Mark Webber        | Red Bull-Renault     | 1:39,071  | 1:37,292 | 1:36,468  | 4      |
| 5   | 6  | Felipe Massa       | Ferrari              | 1:38,670  | 1:37,313 | 1:36,831  | 5      |
| 6   | 5  | Fernando Alonso    | Ferrari              | 1:38,393  | 1:37,352 | 1:36,980  | 6      |
| 7   | 8  | Nico Rosberg       | Mercedes             | 1:38,426  | 1:37,892 | 1:37,754  | 7      |
| 8   | 10 | Vitalij Petrov     | Renault              | 1:38,378  | 1:38,186 | 1:38,124  | 8      |
| 9   | 15 | Paul di Resta      | Force India-Mercedes | 1:38,549  | 1:38,254 | brez časa | 9      |
| 10  | 14 | Adrian Sutil       | Force India-Mercedes | 1:38,789  | 1:38,219 | brez časa | 10     |
| 11  | 19 | Jaime Alguersuari  | Toro Rosso-Ferrari   | 1:39,392  | 1:38,315 |           | 11     |
| 12  | 7  | Michael Schumacher | Mercedes             | 1:38,502  | 1:38,354 |           | 12     |
| 13  | 18 | Sébastien Buemi    | Toro Rosso-Ferrari   | 1:39,352  | 1:38,508 |           | 13     |
| 14  | 16 | Kamui Kobajaši     | Sauber-Ferrari       | 1:39,464  | 1:38,775 |           | 14     |
| 15  | 9  | Bruno Senna        | Renault              | 1:39,316  | 1:38,791 |           | 15     |
| 16  | 12 | Pastor Maldonado   | Williams-Cosworth    | 1:39,436  | 1:39,189 |           | 16     |
| 17  | 17 | Sergio Pérez       | Sauber-Ferrari       | 1:39,097  | 1:39,443 |           | 17     |
| 18  | 11 | Rubens Barrichello | Williams-Cosworth    | 1:39,538  |          |           | 18     |
| 19  | 20 | Heikki Kovalainen  | Lotus-Renault        | 1:40,522  |          |           | 19     |
| 20  | 21 | Jarno Trulli       | Lotus-Renault        | 1:41,101  |          |           | 20     |
| 21  | 24 | Timo Glock         | Virgin-Cosworth      | 1:42,091  |          |           | 21     |
| 22  | 25 | Jérôme d'Ambrosio  | Virgin-Cosworth      | 1:43,483  |          |           | 22     |
| 23  | 23 | Vitantonio Liuzzi  | HRT-Cosworth         | 1:43,758  |          |           | 23     |
| 24  | 22 | Daniel Ricciardo   | HRT-Cosworth         | brez časa |          |           | 24     |

### Dirka
| Poz | Št | Dirkač             | Konstruktor          | Krogi | Čas/Odstop  | Št. m. | Toč |
| --- | -- | ------------------ | -------------------- | ----- | ----------- | ------ | --- |
| 1   | 1  | Sebastian Vettel   | Red Bull-Renault     | 55    | 1:38:01,994 | 2      | 25  |
| 2   | 3  | Lewis Hamilton     | McLaren-Mercedes     | 55    | +12,019     | 1      | 18  |
| 3   | 2  | Mark Webber        | Red Bull-Renault     | 55    | +12,477     | 4      | 15  |
| 4   | 4  | Jenson Button      | McLaren-Mercedes     | 55    | +14,694     | 3      | 12  |
| 5   | 5  | Fernando Alonso    | Ferrari              | 55    | +15,689     | 6      | 10  |
| 6   | 6  | Felipe Massa       | Ferrari              | 55    | +25,133     | 5      | 8   |
| 7   | 19 | Jaime Alguersuari  | Toro Rosso-Ferrari   | 55    | +49,538     | 11     | 6   |
| 8   | 8  | Nico Rosberg       | Mercedes             | 55    | +54,053     | 7      | 4   |
| 9   | 18 | Sébastien Buemi    | Toro Rosso-Ferrari   | 55    | +1:02,762   | 13     | 2   |
| 10  | 15 | Paul di Resta      | Force India-Mercedes | 55    | +1:03,602   | 9      | 1   |
| 11  | 14 | Adrian Sutil       | Force India-Mercedes | 55    | +1:11,229   | 10     |     |
| 12  | 11 | Rubens Barrichello | Williams-Cosworth    | 55    | +1:33,068   | 18     |     |
| 13  | 9  | Bruno Senna        | Renault              | 54    | +1 krog     | 15     |     |
| 14  | 20 | Heikki Kovalainen  | Lotus-Renault        | 54    | +1 krog     | 19     |     |
| 15  | 16 | Kamui Kobajaši     | Sauber-Ferrari       | 54    | +1 krog     | 14     |     |
| 16  | 17 | Sergio Pérez       | Sauber-Ferrari       | 55    | +1 krog     | 17     |     |
| 17  | 21 | Jarno Trulli       | Lotus-Renault        | 54    | +1 krog     | 20     |     |
| 18  | 24 | Timo Glock         | Virgin-Cosworth      | 54    | +1 krog     | 21     |     |
| 19  | 22 | Daniel Ricciardo   | HRT-Cosworth         | 54    | +1 krog     | 24     |     |
| 20  | 25 | Jérôme d'Ambrosio  | Virgin-Cosworth      | 54    | +1 krog     | 20     |     |
| 21  | 23 | Vitantonio Liuzzi  | HRT-Cosworth         | 52    | +3 krogi    | 23     |     |
| Ods | 12 | Pastor Maldonado   | Williams-Cosworth    | 30    | Sklopka     | 16     |     |
| Ods | 10 | Vitalij Petrov     | Renault              | 16    | Trčenje     | 8      |     |
| Ods | 7  | Michael Schumacher | Mercedes             | 15    | Trčenje     | 12     |     |